# Operação Matterhorn
A Operação Matterhorn foi uma operação militar das Forças Aéreas do Exército dos Estados Unidos durante a Segunda Guerra Mundial para a realização de bombardeamentos estratégicos contra as forças japonesas, através do uso de bombardeiros B-29 Superfortress baseados na Índia e na China. Os alvos, além do arquipélago japonês, incluíam bases japonesas na China e do Sudeste Asiático. O nome vem de Matterhorn, uma montanha considerada difícil de se subir.